# Олександр Усик — Денієл Дюбуа ІІ
Олександр Усик — Даніель Дюбуа II — професійний боксерський дванадцятираундовий поєдинок-реванш за титул абсолютного чемпіона світу у важкій вазі, який відбувся 19 липня 2025 року на стадіоні Вемблі в Лондоні між чемпіоном світу за версіями WBC, WBO - Super WBO, IBO й The Ring Олександром Усиком і чемпіоном світу за версією IBF британцем Данієлем Дюбуа. Перемогу у поєдинку здобув Олександр Усик.

## Передісторія
27 квітня 2025 року оголошено, що бій за всі пояси у важкій вазі відбудеться 19 липня в Лондоні (Англія) і пройде на стадіоні «Вемблі». Раніше не було впевненості, що сторонам вдасться організувати об'єднавчий бій. Обидва чемпіони мають обов'язкових суперників: у Олександра Усика, який володіє трьома основними поясами WBA -Super, WBO, WBC і поясом журналу The Ring, є два обов'язкові претенденти в особі Джозефа Паркера від WBO і Агіта Кабаєла по лінії WBC, а у Денієла Дюбуа обов'язковий претендент Дерек Чісора. Тільки врахувавши те, що майбутній бій є об'єднавчим, боксерські організації пішли чемпіонам на поступки й дозволили провести очний бій.

## Хід поєдинку
У першому раунді Дюбуа намагався захопити центр рингу і пресингувати, Усик контролював дистанцію та завдав кілька влучних ударів.
У другому раунді український боксер добре працював на ногах, підтримуючи високий темп, та вичікував момент для акцентованого удару. Дюбуа боксував не ризикуючи, але раунд знову залишився за Олександром.
У третьому раунді Денієл став діяти активніше. Супротивники обмінювались ударами, однак технічна перевага була за Усиком, який ловив британця на протиході, кілька разів влучивши у голову. Втім, за підрахунками Compubox, перевагу по донесеним ударам у третьому раунді мав Дюбуа.
У четвертому раунді Дюбуа дещо вирівняв поєдинок. Він зумів затиснути Усика в кут, але тому вдалося швидко вислизнути, завдавши при цьому потужного бокового лівою. Британець провів удар по корпусу, після якого Олександр показав, що він прийшовся нижче пояса.
Розв'язка наступила у п'ятому раунді. В атаці британця Усик пропустив прямий правий, але сам провів два влучних контрудара, після яких Дюбуа впав на коліна. Рефері відрахував нокдаун, після чого Олександр продовжив пресинг і завдав потужного удару лівою, після якого британець впав на канвас рингу. Арбітр зупинив бій, зафіксувавши нокаут.
За суддівськими записками перші чотири раунди були за Усиком: 40–36, 39–37, 39–37. Двоє суддів віддали Дюбуа тільки третій раунд.
За весь бій Усик завдав 153 удари, 57 з яких виявились влучними. На рахунку Дюбуа 35 точних ударів із 179. Олександр завдав 21 точних джебів із 75 та доніс до цілі 36 силових ударів із 78. У Денієла із 104 джебів лише 11 виявились точними та 24 із 75 силових ударів.